# Мурахолюб червоногузий
Мурахолю́б червоногузий (Euchrepomis spodioptila) — вид горобцеподібних птахів родини сорокушових (Thamnophilidae). Мешкає в Амазонії та на Гвіанському нагір'ї.

## Опис
Довжина птаха становить 10 см. У самців тім'я чорне, шия і обличчя сірі, над очима вузькі білі "брови". Спина і надхвістя рудувато-коричневі або руді, груди і живіт білі, крила чорні з двома білими смужками, хвіст чорнуватий. У самиць тім'я руде, над очима охристі "брови", спина коричнева, надхвістя руде.

## Підвиди
Виділяють три підвиди:
- E. s. signata (Zimmer, JT, 1932) — південно-східна Колумбія (Какета, Ґуайнія), крайній північний схід Еквадору (Сукумбіос на північ від Агуаріко[en]), північний схід Перу (Лорето на північ від Напо) і північно-західна Бразильська Амазонія (верхів'я Ріу-Негру);
- E. s. spodioptila (Sclater, PL & Salvin, 1881) — південна Венесуела (Амасонас, Болівар), Гвіана і північно-східна Бразильська Амазонія (Рорайма, північна Пара, Амапа);
- E. s. meridionalis (Snethlage, E, 1925) — південь центральної Бразильської Амазонії (між річками Мадейра і Тапажос).

## Поширення і екологія
Червоногузі мурахолюби мешкають в Колумбії, Еквадорі, Перу, Бразилії, Венесуелі, Гаяні, Суринамі, Французькій Гвіані. Вони живуть в кронах вологих рівнинних тропічних лісів. Зустрічаються переважно на висоті до 1100 м над рівнем моря.